# Хелм, Джон
Джон Лару Хельм (4 июля 1802 — 8 сентября 1867) — 18-й и 24-й губернатор американского штата Кентукки. Его общий срок службы на этом посту, однако, составил менее четырнадцати месяцев. Он также был депутатом от округа Хардин в обеих палатах Генеральной Ассамблеи Кентукки и избирался в качестве спикера Палаты представителей Кентукки четыре раза. В 1838 году его единственная попытка избраться в федеральные органы власти закончилась поражением, когда его соперник, Уиллис Грин, был избран в Палату представителей США.
Хельм был впервые избран в Палату представителей Кентукки в 1826 году; между 1826 и 1843 годами он отработал одиннадцать однолетних сроков в данном государственном учреждении. В 1844 году он был избран в сенат штата, где служил без перерыва, пока не был выбран в качестве кандидата от партии вигов на пост лейтенант-губернатора; ему предстояло соперничать с Джоном Дж. Криттенденом, известным по так называемому «Криттенденскому компромиссу». Виги выиграли всеобщие выборы, и Хельм стал губернатором 31 июля 1850 года, когда Криттенден подал в отставку, чтобы принять пост Генерального прокурора Соединённых Штатов в правительстве президента Милларда Филлмора. После службы в качестве губернатора Хельм стал президентом строившейся железной дороги Луисвилля и Нэшвилля. Он вложил тысячи долларов собственных денег в этот проект и убедил жителей населённых пунктов, расположенных вдоль главного маршрута дороги, купить акции компании. В 1859 году железная дорога была завершена, но в следующем году Хельм ушёл в отставку из-за разногласий с советом директоров относительно предполагаемого продления дороги в Мемфис, штат Теннесси.
Хотя он открыто выступил против отделения во время Гражданской войны в США, вооружённые силы Союза считали Хельма сочувствующим Конфедерации. В сентябре 1862 года он был арестован за эти предполагаемые симпатии, но губернатор Джеймс Ф. Робинсон узнал его, когда Хельма везли в тюрьму в Луисвилле, и тот был выпущен. После войны Хельм поддерживал Демократическую партию, и в 1865 году избиратели округа Хардин своими голосами на выборах вернули его в сенат штата. В 1867 году он был кандидатом от Демократической партии штата на пост губернатора. Несмотря на его ухудшавшееся здоровье, Хельм предпринял эффективную кампанию в штате и выиграл всеобщие выборы. Он был слишком слаб, чтобы поехать во Франкфорт на свою инаугурацию, ввиду чего государственные чиновники привели его к присяге в его доме 3 сентября 1867 года. Он умер пять дней спустя.